# Isaías Peralta
Isaías Ignacio Peralta Clavería (* 21. August 1987 in Santiago) ist ein ehemaliger chilenischer Fußballspieler. Der offensive Mittelfeldspieler wurde Dritter bei der Junioren-Fußballweltmeisterschaft 2007 in Kanada.

## Karriere

### Verein
Isaías Peralta begann seine Profikarriere 2006 bei Unión Española, wo er bereits in der Jugend gespielt hatte. In seiner Laufbahn spielte er für verschiedene Teams aus seinem Heimatland, zuletzt für Coquimbo Unido, mit dem er die Zweitligameisterschaft gewann und den Aufstieg in die Primera División schaffte. Im Mai 2023 gab er offiziell sein Karriereende bekannt.

### Nationalmannschaft
Peralta spielte mit der chilenischen U20-Nationalmannschaft bei der Südamerikameisterschaft und belegte den vierten Platz, der für die Qualifikation zur Junioren-Fußballweltmeisterschaft 2007 in Kanada genügte. Dort wurde der Offensivakteur mit Chile Dritter. Nach der Halbfinalniederlage gegen Argentinien kam es zwischen den Chilenen, Fans und der kanadischen Polizei zu Zwischenfällen, bei denen Peralta mit einer Elektroschockpistole für ca. 20 Minuten bewusstlos geschossen wurde.

## Erfolge
Coquimbo Unido
- Chilenischer Zweitligameister: 2021